# طارق فيزي الهزاع
طارق فيزي الهزاع ضابط عراقي برتبة لواء ركن، كان ملازماً حين اشترك في انقلاب 17-30 تموز سنة 1968، ثم مقدماً ركناً سنة 1981 حين قادَ اللواء المدرع السادس عشر، وعُيّن محافظاً لمحافظة القادسية ثم محافظة صلاح الدين سنة 1996، ثم محافظة البصرة، ورئيساً لمكتب تابع للحرس الرئاسي الخاص، سُميَ (مكتب ثوار تموز) الذي انتمى إليه الذين شاركوا في انقلاب 17-30 تموز، ومنهم صدام حسين نفسه، بعد الاحتلال الأمريكي للعراق أُعلنَ عن اعتقال طارق عند منفذ ربيعة الحدودي، وذكرت شبكة الإعلام العراقي أن طارقاً الهزاع كُلّفَ بجمع قيادةٍ قطريةٍ لحزب البعث بدلاً من القيادة التي انفضّت بعد الاحتلال. ينتسب طارق فيزي إلى فخذ البو هزّاع من عشيرة البيكات من ألبو ناصر.